# D4 Enterprise
D4 Enterprise是一間位於日本東京的電子遊戲發行商，於2004年創立，專門從事遊戲再發行。以其旗下的服務「Project EGG」最為知名，該服務旨在將電子遊戲機上的遊戲重新發行在Microsoft Windows上。除此之外，該公司亦會將Neo Geo和MSX上的電子遊戲在發行到Virtual Console（Wii）上。

## 外部連結
- 官方网站